# Thomas George Cowling
Thomas George Cowling (Hackney, 17 giugno 1906 – 16 giugno 1990) è stato un astronomo inglese.
Gli studi di Cowling sono stati diretti all'indagine della struttura stellare, in uno studio svolto contemporaneamente, ma in maniera indipendente, a quello di Ludwig Biermann. Cowling sviluppò così un modello stellare nel quale venivano teorizzati moti convettivi a livello del nucleo con sviluppo di radioattività, denominato da Subrahmanyan Chandrasekhar modello di Cowling.

## Onorificenze
- Medaglia d'Oro della Royal Astronomical Society nel 1956
- Medaglia Bruce nel 1985
- Medaglia Hughes nel 1990